# ゾルディック家
ゾルディック家（ゾルディックけ）は、冨樫義博の漫画『HUNTER×HUNTER』に登場する架空の暗殺者一家。

## 概要
主要人物の1人であるキルア＝ゾルディックの生家。
伝説の暗殺者一家と称され、「誰も真の顔を見たことがない」「顔写真ですら1億ジェニーの値がつく」と噂されていたが、実際には潜伏などは一切しておらず、パドキア共和国デントラ地区のククルーマウンテンにある邸宅外では観光スポットになっている。地元では暗殺を請け負う家業は知られているが、恐れられず名家として慕われている。
内訳は、現地の観光ガイドには当主夫妻と5人の子供（第三子がキルア）、祖父夫妻、長老の曽祖父の10人と言われているが、実際の長老は高祖父（曽々祖父）である。
山中に入るための巨大な正門は正式名称を「試しの門」（別名「黄泉への扉」）と呼ばれており、その名の通り入る者の力を試す門である。扉の重さは片方2トンずつで、押す者の力に応じて1から7までの大きい扉が開く仕組みになっており、数が増えるごとに重さが倍になっていく（7の扉の重さは片方128トンずつ）。試しの門を開ける以外の手段で入った者は侵入者と見なされ番犬のミケに攻撃されるため、最低でも片方の2トンの扉を開ける力がなければゾルディック家を訪れる資格はないとされる（ただし、正しく入れば無理に2 - 7の扉で入る必要はないし、1の扉でも数人がかりや、押さなくても門が開いている隙に入ってもミケに攻撃されない）。
家族間で考え方・方針の違いが生じた場合、敢えて意見を統合せずに、『家族は殺さない』という条件のもと、それぞれが自分の望む方法を通すために最大限努力する、通称「家族内指令（インナー・ミッション）」と呼ばれる方式が取られ、作中では、「会長総選挙・アルカ編」において、ネフェルピトーとの戦いで念能力の「『誓約』と『制約』」の反動で危篤状態になったゴンを救うために、キルアがアルカを解放しようとしたことをきっかけとして生じた「キルアとイルミ・シルバ・キキョウの対立」という形で表されている。
一族間で暗殺に関してのルールはなく、各自の判断によって暗殺が行われる。そのため、対象者以外は極力殺傷をしないようにしている者（ゼノなど）や、目的のためには、無関係な人間を道具として利用する者（イルミ）など、その手段や思考は様々である。また、暗殺の依頼はゾルディック家の各個人へするため、依頼者が逆に暗殺のターゲットになる可能性もあるが、その場合もターゲットにされた依頼者の暗殺が中止されることはなく、ゾルディック家の別の家族に狙われることになる。
声の項は第1作 / 第2作の順。

## キルア＝ゾルディック
声 - 三橋加奈子 / 伊瀬茉莉也
ゾルディック家第三子（三男）。第288期ハンター試験合格者。年齢は12歳（初登場時は11歳）。誕生日は7月7日。身長158cm。体重45kg。血液型はA型。
ゴン＝フリークスの親友。家族や執事ら使用人以外と接する機会のない生活を送ってきたが、母親と次男を滅多刺しにして家出をした後、暇潰しのつもりで受けた第287期ハンター試験でゴンと出会い、彼が自分にとって生まれて初めての友達となる。以後、多くの時間をゴンと共に行動する。第287期ハンター試験は最終試験でレオリオの対戦相手であったボドロを殺害し自主的に失格となるが、第288期で他の参加者を軒並み叩きのめして唯一の合格者となった。
幼少から暗殺者になるための英才教育を受けており、少年ながら既に多数の実戦経験を積んでいる。暗殺術の才能はゾルディック家史上随一と言われるほどで、次男のミルキ以外の家族は全員、キルアをゾルディック家の後継者と認めており（そのミルキも、キルアの才能はゾルディック家で随一と評価している）、執事一同からも敬愛されている。逆にキルアは家族に対し、母のキキョウを鬱陶しく感じ、長男のイルミに畏怖の感情を抱き、次男のミルキを軽蔑し、祖父のゼノには少し甘えており、父のシルバのことを尊敬している。四子アルカに対しては、「妹」として時に過保護とも言えるくらいに愛おしんでおり、彼女を道具扱いすることに激しい怒りを見せ、彼女を守るためならば他を巻き込むことも辞さない。
時々ゴンと口喧嘩になるが、彼との仲の良さ故のものである。また、グリードアイランド編のドッジボールではキルアの両手に多大な負荷が掛かることを理解しながらも、ゴンに「ボールに全力でオーラをぶつけられるのは、キルアがボールを持っていてくれるから」と言われるほど、彼に信頼されている。念を習得する前は自身の実力を過信していたようで、ネテロとのボール取り合戦では、あれ以上続けたら殺してでも奪いたくなると考え、その衝動が抑えられないあまりに、因縁をつけてきた他の受験者2名を殺害している（アニメ第1作では受験者は一人。半殺しに留まり、殺害までには至っていない）。またウイングから殺したいと思ってもいいかという問いかけに対し「無理だから」と了承するなど、実力を推し量った上で礼を欠く場面は多々散見される。また、ハンター試験でゴンがキルアより好成績だとわかった時には焦りを覚えるなど、ゴンへのライバル心もある。
直情径行で無邪気・無鉄砲なゴンとは対照的に、冷静沈着で頭の回転が速く、まず状況を把握した後、危険を避けるよう現実的な行動を取る。また、ゾルディック一家の中では社交的。ただし、時に見せる臆病さは生活環境によって培われただけではなく兄イルミによる洗脳によるものでもあり、洗脳が解かれた後には根本の堅実さはそのままに、以前よりも覇気のある性格となり、最終的にはイルミからも決別した。もっとも、元来慎重派であるゆえに、仲間とは意見が分かれることもある。年若いながらも達観した考え方を持ち、自身が認めた者以外にはたとえ身内であっても限りなく冷淡な態度を取るなど、割り切った一面も持つ。
父のシルバの「俺の子だ」という確信に基づき、「勝てない敵とは戦わない」というイルミの針の操作により、敵前逃亡してゴンを裏切り、「仲間を裏切るな」という父との誓いを破ることで自発的に殺し屋になるように仕向けられていたが、キルアが自ら針を引き抜いたことでこの目論みは失敗に終わった。最終的にアルカとキルアに対する警戒令が解除されたため、二人の家出は事実上ゾルディック家から黙認されることとなった。一時は初めての友人であるゴンに執着するような態度も見られたが、旅を続けるにつれイカルゴなどゴンを介さない友人も増えていき、封じられていた最愛の存在であるアルカのことも思い出すなど精神的に成熟していく。会長選挙・アルカ編までの作品前半にて出番が多く、ゴンが半主人公退場状態になったアルカ編では特に活躍を見せ、作中では心身ともに成長しており、ツボネに「イルミ様に遅れを取らない」と太鼓判を押されている。暗黒大陸編では、イルミの追求からアルカを守るため、ゴンとのパートナーを解消し旅立つ。
礼儀知らずでややデリカシーに欠けるところがあるため、ゴンとは逆に大人の女性にはあまり好かれない傾向がある。作中ではビスケやパームからはよく怒りを買っており、アニメ第1作ではメンチから一方的に目の敵にされていた。その一方でミトからは純粋にゴンの友達として大切に扱われており、キルアもミトを理想の母親像として慕っている（実母に対する嫌悪とは対照的である）。お菓子やゲームが好きなど、趣味と嗜好は今時の子供らしい。金に困ったことのない育ちであり、金銭感覚に乏しく賭け事に嵌りやすい。ギャンブルにハマった時は、ほぼ無一文になっている。
第287期ハンター試験から戻ってきた時は試しの門は3の扉（16トン）まで開けているが、キメラ＝アントとの戦いが終わって戻ってきた時は5の扉（64トン）まで開けている。

### 念能力
変化系能力者である。その特性を生かし、オーラを電気に変える能力を身に着けている。使用回数や威力はスタンガンなどによって自らの体内に充電した電気の量に応じて変化するという制約を持つ。普通ならば数年は電撃に耐える修行が必要なのだが、キルアは幼い頃から日常的に電流を浴びていた（拷問の訓練）ため、数日でこの能力を習得した。電気で筋肉を痺れさせるという原理であるため、相手が人間でもキメラアントでも誰であっても有効で、また電気耐性を持つキルアでなければとても使えない能力である。
この念能力を身に付けてからは、能力を生かすため、ストリングに鎖を用いた重量50kgになる特注の合金製ヨーヨー2個を、武器として携帯している。このヨーヨーは死角から周囲を探るための手鏡代わりとしても用いられる。キメラアント編にて、蟻パームの強化パンチで破壊されて失った。
ウイングから「1000万人に1人」と評されるほどの極めて高い念の才能をもつものの、円などのオーラを体から放すことを非常に苦手にしており、円の範囲は半径57cmである（正確には円とは呼べないレベル）。
雷掌（）
近接攻撃技。両手からスタンガンのように高圧電流を発する。敵を感電させ、一時的に動きを封じる。
落雷（）
遠隔攻撃技。落雷のように高圧電流を敵の頭上に落とす。
神速（）
超スピードの補助技。脳から、体幹脊柱の神経を通さずに、体外に纏った電気オーラを通して、もっと速く手足に指令を送る。使用している間は髪が稲妻状に毛羽立つ。欠点は、大量の電気を必要とするためすぐに電池切れになってしまうこと。
電光石火（）
先の先を取る技。自身の肉体を操作することで、超高速の初動をすることができる。週刊少年ジャンプ掲載時には「雷光石火」と表記されていた。
疾風迅雷（）
後の先を取る技。体外オーラで感知した瞬間、自動でカウンター攻撃を返す。脳で認識するよりも早く先手を取る。

### 暗殺術
キルアが幼いころから受けてきた、暗殺者としての訓練により身についた技術。毒耐性を持つがそれが不完全であるシルバに対し、キルアの肉体はあらゆる毒に対して完全な耐性を持つなど才能の差がある。さらに家庭の教育方針によって拷問を受けることにも慣れており、傷の治りも早い。特に電気への耐性が鍛えられていたことは、後に自身の念能力へと応用された。
暗歩（）
無音歩行術。キルアは暗殺家業を廃業した現在でもこれを使って走行（歩行）するのが癖になっている。
肢曲（）
暗歩の応用技。歩行速度に緩急をつけることで、敵に残像を見せる。
肉体操作
自らの爪を鋭く変形させ、相手を殺傷する。作中でこれが使用されたシーンでは、相手の心臓を高速で抜き取って殺傷している。ゾルディック家は特にこの動作を「（相手の心臓を）盗む」と表現している。
蛇活（）
自らの体の関節を自在に曲げ、相手に絡み付いて四肢などを破壊する。蚊女戦にて使用。
関節を外す
自らの体の関節を瞬時に外し拘束から脱出する。念能力による拘束にも効果がある。幻影旅団のマチに念糸で捕まったときに関節を外して抜け出した。

## キルアの兄弟
五人兄弟。
イルミ＝ゾルディック
声 - 高乃麗 / 松風雅也
ゾルディック家第一子（長男）。第287期ハンター試験合格者。24歳。身長185cm。体重68kg。血液型A型。試験時は自分のオーラを込めた針で顔を変え、「ギタラクル」という偽名を使っていた。操作系能力者。基本的な一人称は「オレ」だが、「ボク」と言うこともある。
長髪の青年。父と共にキルアを一流の暗殺者に教育した人物。その教育方針は、どのような状況下でもキルアが絶対に死ぬことがないようにすること。キルアを歪ませた張本人であるが、これらの仕打ちは、キルアに対する屈折した愛情からくるものである。執事のツボネによると、母親似。
殺し屋として、父シルバ、祖父ゼノとはギブアンドテイクの対等の関係である。仕事の都合でハンターの資格が必要となったためハンター試験を受け、合格する。ヨークシンではクロロの依頼によりマハ、カルトと共に十老頭を暗殺した。ヒソカやクロロとビジネス上の交流がある。
ゾルディック家の中でも特に冷酷な心の持ち主であり、目的のためには率先して一般人を犠牲にし（後述の針人間）、野心が高く、キルアのみ、ナニカに「命令」することで無条件で願いを叶えることができることを知るとキルアとアルカを手中に収めようと企む。ハンター協会の脱会長派にも（選挙の政治活動を交えて）手配されたが、意に介さず返り討ちにしている。能力もバレているが、危険人物すぎるイルミからの報復を恐れて公開されていない。
ヒソカにとっては、ビジネスの付き合いに加えて遊び相手（オモチャ）ともみなされており、ヒソカはキルアもオモチャにしたい（戦いたい・殺したい）ので、挑発したり一触即発しかけたりと、あやういバランス関係にある。後にヒソカの依頼で幻影旅団のナンバー11に新加入して、B・W1号船に乗船する。標的は「依頼者のヒソカ自身」という、ヒソカからの挑戦状を受けた。船内では家族・旅団員であるカルトとチームを組んでいる。
アニメ版第1作では、ヒソカの怒りを買うと分かっていながら、キルアの人格に影響を与える恐れのあるゴンをハンター試験終了後に抹殺しようとし（ヒソカの視線に気づき断念）、その歪んだ愛情がより強調されている。
操作系能力
針を刺したものを操る操作系能力。対人に用いることが多い。相手に自白を強要したり、暗示を与えることもできる（キルアは脳に針を刺され「確実には勝てない敵からは逃げる」よう暗示をかけられていた）。自分に刺して顔を変えることもできる。他人に変装することも可能で、旅団アジトでヒソカの替え玉を務めたこともあった。針を刺し続けないと4、5時間で顔が戻ってしまうという欠点がある。
針人間
通常能力の強化版であり、特別製の針を用いる。頭部に針を刺された者は、身体能力が上がり、死ぬまで従属する。刺された時点で完全に支配され、再起不能の廃人同様になり、針を抜いても治らない。
「ギタラクル」
頭部に何十本もの針を刺して、操作系能力で顔を変えた姿。針を刺し続けているので、長時間顔を変えて潜伏することができる。この顔と名前でハンターになっているものの、ハンター協会は素性を把握してはいる。ハンター協会会長選挙のときも、この姿で再登場した。なお、針を刺さなくてもギタラクルの姿にはなれるが、針が固定の役割をはたしているので、針を刺さない場合、固定ができず短時間で元の姿に戻ってしまう。

ミルキ＝ゾルディック
声 - 石塚堅 / 斉藤貴美子
ゾルディック家第二子（次男）。19歳。身長182cm。体重141kg。血液型A型。操作系能力者。
フィギュアやゲームなどを収集しているオタク。切れ長の目をした青年で、大食で滅多に家から出ないので肥満体である。キルアを溺愛する他の家族とは異なり、一家の期待を集めるキルアのことを快く思っておらず、家庭では唯一冷たい態度を取っている。キルアの実力と才能に関しては一族随一と認めるも、性格面が殺し屋向きでないと冷静に評価する。キルアからは陰で「ブタくん」と呼ばれるなど普段は見下されており、キルアが家出した際には脇腹を刺されている。反面、キルアと対等な会話ができる数少ない家族の1人でもあり、後述のように特製品を与えるなど不仲というわけではない。
殺し屋としては、外出せずに済む仕事を担当しており、主力である父や兄の暗殺の技術支援を行っている。キルアの武器であるヨーヨーは、彼の特製品である。コンピュータや機械全般に強いが、理論だけが先走って役に立たないものを作ることも多いようで、「頭はいいがバカなのが玉にキズ」と祖父ゼノに評される。
オタクとしての意地と執着からG・I入手のために奔走し、ヨークシンまで旅立つ精力的な面を見せたが、オークションで大富豪バッテラに全敗するとあっさり帰宅した（第2期アニメでは、キルアがオークションで本人の存在に気づいていた）。
ミュージカル版ではヒソカとの戦いで外見によらない高い身体能力を披露したが、返り討ちに遭って家族や使用人たちと共にヒソカの操り人形と化した（後にイルミに助けられる）。
アルカ＝ゾルディック
声 - 内田真礼（第2作）
ゾルディック家第四子。
巫女のような服装をしており、喜怒哀楽を模した髪留めをしている。容姿は女性そのもので、一人称も「あたし」。キルアは「妹」と称し女の子扱いしているが、イルミは「弟」、ゾルディック家の執事は「坊ちゃま」と呼んでいるため性別は不明。その特異な能力からシルバには「別の何処かからきた闇（なにか）」と称され、その能力の危険性ゆえに幼少期から地下室に厳重に隔離されていた。殺し屋としては全く扱われておらず、戦闘能力も皆無で、自衛すらできない普通の子どもである。家族たちからは遠ざけられているがゾルディック家としては珍しく無邪気で素直な性格の持ち主。キルアのことが大好きで、キルアと再会した時は彼に抱きつくほど喜んでいた。
名前自体は初期から出ていたが、本格的に登場したのは会長選挙編から。その関係でゾルディック兄弟で唯一、アニメ第1作とミュージカル版には登場していない。
ナニカ
アルカのおねだりを三回連続で叶えるとアルカが変化する姿。真っ黒な目と笑っているかのような半開きの口が特徴。アルカがキルアを「お兄ちゃん」と呼んでいるのに対し、ナニカはキルアを「キルア」と呼んでいる。他人の願いを叶える能力を持ち、願いを一つ叶えるとアルカに戻る。おねだりを聞けないと相手は死ぬ。願い事を言われると「あい」と返事をする。何かを治した後は必ず「キルア、いい子いい子して」と言う。
基本的にはアルカの顔が変わった状態が「ナニカ」であるが、正確なことを言えば、アルカの表情のままでナニカであるときもある。先述の「キルアへの呼び方」で区別はつくものの、単純な容姿で今どちらであるかの見分けは困難（詳細な条件は後述する）。
なお、以下のルールのいくつかはミルキなどによって一般人や召使を犠牲にすることで調べられた。
ナニカの能力
- おねだりを三回連続で叶えるとどんな願いでも一つだけ叶えられる。
- おねだりを4回連続で断ると、おねだりされた人物とその人物が最も愛する人物の最低二人、それ以降はその人物と長時間接していたものから順に死ぬ。
- 願い事の難易度に比例して、次のおねだりの難易度が上昇し、おねだりを叶えることができなかった場合の死者も増える。
- 過程が不明瞭な願いをすると、周囲への被害など一切無視しての叶え方となる場合がある（例：お金持ちになりたい→頭上で大金を積んだ飛行機が事故を起こして金をばらまく）。
- 同一人物が連続して願い事はできない。
- おねだりに応えることができずに死者がでた場合、次からはおねだりの難易度がリセットされる。
- 「治す」場合には対象に直接触れなければならない。
- キルアのみ、ナニカに「命令」することで無条件で願いを叶えることができ、代償を必要としない。またキルアだけは連続して願い事ができる。キルアが例外なのは、ナニカがキルアを慕っているため。キルアいわく治すお願いの後に残酷なおねだりをしたことはない。

なお、アルカの姿に戻った時におねだりを言うものの、実際におねだりをしているのは「ナニカ」である（容姿で見分けはつけられない）。そのために厳密には、アルカがアルカとして存在していられるのは「おねだりが失敗し、死者が出たあと、他の誰かにナニカがレベル1のおねだりをするまでの間」「おねだりが中断されている（おねだり中の相手が不在）時」「ナニカが何かを治して眠った後、誰かが『アルカ』にお願いをしてそれが叶うまでの間」だけになる。
アルカ自身はナニカの存在も自覚している。ゴン治療後にキルアがアルカのためを思って、ナニカに「もう二度と出てくるな」と命令するが、アルカは「ナニカが泣いている」「ナニカも大切にしてくれなきゃダメ」とキルアを責めるなど、アルカはナニカを大切にしている様子。
単行本33巻の幕間で、ナニカが暗黒大陸出身であることが明言された。暗黒大陸の厄災の一つであるガス生命体アイはナニカと同じように「あい」と鳴き、おねだりの犠牲者の遺体は、ひも状にねじれたり圧縮されたりと厄災の犠牲者に酷似する。
カルト＝ゾルディック
声 - 前川優子 / 能登麻美子
ゾルディック家第五子・末子。10歳。身長150cm。体重31kg。血液型A型。性別は不明（データブックでは弟（？）とされている。小説では妹という設定）。一人称は「ボク」。
幻影旅団団員。団員ナンバー4。操作系能力者。
ヨークシンではイルミやマハと共に十老頭を暗殺した。兄（誰なのかは今のところ不明）を取り戻すため、ヒソカの抜け番として幻影旅団に入団する。最初はすぐにNo.2の地位に登りつめるつもりだったが、フェイタンを始めとする旅団員と自分との圧倒的実力差に打ちのめされ、考えを変える。B・W1号船では、旅団に新加入した兄イルミと共に行動している。なお、「旅団入りの事実」はハンター協会にも把握されている。
キルアとの接点は今の所は描かれておらず、彼からの印象も不明であるが、カルト自身はキルアに対し屈折愛を抱き（総集編treasure2の相関図より）、同時にアルカに対して嫉妬心を抱いている。
女物の着物姿から一見物静かな印象を受けるが、獲物をいたぶる癖があり、また、時として苛立ちも見せる。紙製の扇子と紙吹雪を武器として使用する。
紙を操作する能力（仮称）
扇子を使って自在に紙を操り攻撃をしたり、紙片を対象者に付着させることで、紙人形を介して対象者の周囲の音や会話を聞くことができる操作系能力。
蛇咬の舞（）
無数の紙吹雪を蛇のように連ねて、それを一箇所に集中して飛ばす攻撃技。威力もキメラ＝アントの体を切断するほど高い。
探索能力（仮称）
G・I編で除念師であるアベンガネを見つけた能力。詳細は不明。

## キルアの親族
シルバ＝ゾルディック
声 - 石井康嗣 / 山寺宏一
ゾルディック家当主。キルアたち5兄弟の父親。46歳。身長198cm。体重110kg。血液型A型。放出系能力者。
相手の傷口から血を出さずに心臓を盗むことができるほどの暗殺技術を持つ。かつて幻影旅団の1人を仕事で殺しており、クロロとも面識がある。後に旅団のことに対し「割に合わなかった仕事」や「旅団とは関わるな」などといった言葉でキルアたち兄弟に警告していた（ただし、「割に合わない」とは標的への賛辞でもあるとキルアは語っている）。ヨークシンではマフィアに依頼され、ゼノと2人がかりでクロロと闘い追い詰めるが、クロロが依頼したイルミたちの十老頭暗殺が先に片付いたため、結果的には中断している。ベンズナイフのコレクター。また、半機械生物的なオブジェクトに彩られた自身の部屋を持つ（部屋内にはペットらしき動物もいる）。
具体的な能力は不明だが、両手に溜めたオーラによる攻撃技を披露している。実力の高さがうかがえるが、戦い方は慎重確実で、過度のリスクは冒さない。ゼノが体験した「心滴拳聴」（一流武道家の体感現象）も話半分に聞き流している。キルアと同様に、肉体には毒耐性がついている。
キルアに対しては一度戻ってきた際にキルアの意思を尊重し、ゴンや他の「仲間を裏切るな」と静かにかつ強く言い聞かせるなど父親らしさを示したが、キキョウに詰問された際に「俺の子だ」ということを根拠にキルアがいつかは実家に帰ってくると断言するなど、キルアを後継者にすることはまだ諦めていなかった。「勝てない敵とは戦わない」という命令を込めた針(イルミの針)を刺しておくことで、キルアは強敵を前に逃亡しゴンを裏切り、誓いを破ったキルアは自発的に殺し屋となると考えていたようだが、キルアが自ら針を抜き、キルア自身も成長したことでこの目論みは失敗に終わった。選挙編でキルアからゴンを助けるための直談判を受けるも、アルカを解放するという願いを聞き入れずキルアと対立しており、「家族内指令（インナー・ミッション）」に則り行動することで家族間の対立を解決しようとする。最終的にはキルアとアルカに対する警戒令を解除し、彼らの家出を事実上黙認する形となった。
非常に寡黙であり感情を表に表すことは少ないが、ゾルディックの家族のために必要な言動を生真面目に実行している。家族内ではゼノと相性が良く、ヨークシン編やキメラ＝アント編など共に行動することが多い。元々はアルカを我が子として可愛がっていたのだが、周囲に災厄をもたらすナニカの力は危険視する慎重派でもあり、アルカを隔離し家族だとは思っていけないと周囲に言い聞かせている。
キキョウ＝ゾルディック
声 - 雪絵れな / 岩男潤子
ゾルディック家5兄弟の母親。操作系能力者。42歳。身長170cm。体重41kg。血液型A型。流星街出身。
キルアに対して歪んだ愛情を注ぐ母親。機械式ゴーグルを常に装着し、素顔を見せたことはない。キルアと喧嘩して顔面を刺され、「（母親を刺すほど殺し屋として）立派に育ってくれて嬉しい」と感激して泣いた。キルアに友達は必要ないと考えているため、キルアと公私の別を越えて接しかねないカナリアを疎ましく思っている。子供たちからはそれぞれ呼ばれ方が異なる。
このゴーグルはミルキとの連携によって遠隔視の性能が備わっており（機械と念能力の併用か）、アルカを巡るインナーミッションを監視していた。選挙編で人間的成長を見せた息子キルアに対しては戸惑った様子だったが、キルアとアルカに対する警戒令を解除することを止めず、彼らの家出を事実上黙認する形となった。
ゼノ＝ゾルディック
声 - 宮澤正 / 大竹宏
キルアの祖父でシルバの父。放出系能力者。
「一日一殺」や「生涯現役」などの刺繍が入った服を着ている。67歳。身長161cm。体重58kg。血液型A型。
心滴拳聴の逸話を自ら体感する一流の武道家。本気を出せば半径300mの「円」を使える。
ヨークシンでは十老頭の依頼によりシルバと共にクロロと交戦する。後衛にシルバを控えさせ、自らは率先してクロロに攻め込み、「隙ができたら自分ごと仕留めろ」とすら命じる。勝負無しとなったクロロに一対一ならどちらが勝つかと問われ「十中八九ワシ」なおかつ「お主が本気で殺ろうと思えば話は別」と語っている。
仕事では非常に物騒な人物だが、それ以外では比較的好々爺で、特にキルアには甘いという。殺しはあくまでもビジネスと割り切り、「好きでやってる仕事ではない」と公言する。仕事以外での殺しはせず、仕事中でも依頼者が死亡したらその時点で仕事を打ち切るというルールで行動する。
ネテロとも親交があり、ハンター協会の表沙汰にできない難仕事なども請け負っていたようである。その縁からの依頼でネテロと共にキメラ＝アント討伐軍に参加し、メルエムと護衛軍の分断を担当した。ゼノがネフェルピトーの円に触れた際、ネフェルピトーが「円を解き完全な臨戦態勢をとる必要がある」と感じるほどの実力者である。念のエリア攻撃でコムギを誤爆してしまい、「家業を継いで初めて無関係の人間を殺めてしまったかもしれない」と悔恨する旨の発言をしている。
TVアニメ第2作では、生後間も無い赤子のゼノと老人のネテロが対面するシーンがある。
龍頭戯画（）
オーラを物理的攻撃力を持つほどに圧縮し、龍の形に顕現させる放出系能力。
ゼノの能力の基本形で、ここから様々な派生技を繰り出す。
創り出した龍はゼノの意思通りに様々な動きをする。体から離して龍を飛行させたり、その龍に乗って空を飛ぶことも可能。
牙突（）
手に集中させたオーラを龍の頭部に模し、それを伸ばして攻撃する技。
伸縮・旋回も自由自在で、龍に対象を噛み付かせて捕縛したり、場合によってはそのまま噛み砕いたりして攻撃できる。龍の胴体部分を縮め、噛み付いた相手に急接近することも可能。
龍星群（）
無数の小さなオーラの龍を上空から雨のように降り注がせる、広範囲無差別攻撃技。
小さな龍1つ1つがコンクリートの建物を3階から1階まで容易く貫通するほどの威力を持っている。作中では、上空を飛行していた「龍頭戯画」が弾けて分裂して降り注ぐという連携技として登場している。

キルアの祖母
バスガイドの話の中でいることがわかる。未登場。
アニメ第2作では彼女のものと思われるシルエットが登場している。
マハ＝ゾルディック
ゾルディック家家長。ゼノの祖父で、キルアの高祖父。当初の説明ではキルアの曾祖父とされていた。強化系能力者。
ネテロと同い年の高齢ながら、未だに現役。身長140cm。体重65kg。血液型A型。過去にネテロと一戦を交えたことがあるという。旅団団長クロロからの依頼を受け、イルミやカルトと共に十老頭を暗殺した。ゾルディック家の家督は代替り済で、アルカをめぐるインナーミッションなど、当代の家族間のもめごとにはノータッチを貫いている。
ZZIGG＝ZOLDYCK
若い頃のアイザック＝ネテロ、リンネ＝オードブルと共に暗黒大陸を目指した人物。詳細は不明。

## 執事
本邸との連絡調整、外敵排除、来客対応ほか、雇用主からのあらゆる命令をこなす。敷地内に養成所があり、そこで執事として教育を受ける。イルミによると恋愛は禁止されており、恋人を作ると死刑になる。
ゴトー
声 - 松山鷹志 / 堀内賢雄
執事長。身長182cm。体重61kg。A型。痩せ型で眼鏡をかけている。極道を思わせる厳格な雰囲気を持つ。キルアへの情愛が強く、キルアをゾルディック家から連れ出そうとやって来たゴンたちへの怒りと執事長としての責任からコインゲームで戦い、ゴン一行に命のやりとりを要求した（この時、最初は執事らしい丁寧な対応だったが、途中から威圧的な態度に変わった）。しかし、同時にフェアプレーを重んじる精神と良心の持ち主でもあり、最終的にはゴンたちにキルアを託した上でゴンに人生の不条理さを説いた。キルア曰く「曲がったことが嫌い」。
キルアがゴンを助けるためにアルカを連れ出した際は、カナリア、アマネと共に監視役として彼に付き従う。キルアを可能な限りサポートしつつ、モラウとの連絡役もこなすが、途中キルアを追ってきたヒソカと交戦になる。一時ヒソカを追い詰め善戦するも、虚を突かれて殺される。彼の死はカナリアと凶狸狐の息子の優しさによってキルアには隠し通された。遺体はゾルディック家の敷地内に埋葬され、コーヒーとコインが供えられていた。
コインを弾丸以上の威力で連射できる能力（仮称）
両手の指先でコインを弾き、念弾として発射する能力。射程は数十メートル。弾丸以上の威力で速射性、連射性共に優れ、命中精度も高い。弾速か回転力のいずれかにパワーの振り分けが可能。発射されたコインは命中すると、そのまま目標物を貫通し、標的内部で止まった場合は回転運動によって致命的損傷を与える。一度に数十枚発射できるが、実物のコインを使用するため、手中のコインがなくなれば再装填が必要となる。
百戦錬磨のヒソカが認めるパワーを持ち、命中した木を完全になぎ倒し、手元から完全に離した状態であるにもかかわらず、回転力によってバンジーガムごとヒソカを絡めとり、絞め殺しかねない威力を発揮した。

カナリア
声 - 木内レイコ / くまいもとこ
執事見習いの少女。身長164cm。体重52kg。AB型。グリップに球体をはめ込んだ杖による戦闘術を修めており、シークアントの部下100人を纏めて返り討ちにするほどの実力を持つ。キルアと年が近いため、彼に対しゾルディック家ではご法度の友情を抱いているが、カナリア自身もそれを押し殺さなければならないことにジレンマを感じていた。ゴンたちの入庭を阻止しようとしたが、ゴンの強い意志を目の当たりにして「キルアを助けて欲しい」と本心を明かし、入庭を許可した。
キルアがゴンを助けるためにアルカを連れ出した際は、ゴトー、アマネと共に監視役として彼に付き従う。
ミュージカル版では鈴木真仁が彼女を演じている。なお、そのミュージカル版ではカナリアは絶命したと思われたが、ヒソカのバンジー・ガムで九死に一生を得る。
TVアニメ第2作では流星街出身で、肢曲も使えるという設定になっている。
ツボネ
声 - 谷育子（第2作）
シルバ直属の執事。肝っ玉の座った巨躯な老婆。キルアを唯一「キルアちゃん」と呼べる古参で、当のキルアも唯一苦手としている執事である。また執事長であるゴトーよりも上の立場に居るようで、彼からも「ツボネ先生」という敬称を使われ恐れられている。
キルアの成長を感慨深く見る反面、母親似のイルミとミルキは好きになれないという。
シルバの命令でアマネと共に、キルアとアルカのお目付役となる。
大和撫子七変化（）
自らの体を元に様々な乗り物を具現化する。原動力は乗り手のオーラなので、自力では操作できない。乗り物のノーズには自身の顔が戯画化されてくっついており、言葉も発することができる。
バイクを具現化してカナリアとアマネが乗ったときは舗装路をキルアの電光石火をはるかに上回るスピードで走った。

アマネ
声 - 井上麻里奈（第2作）
ツボネの孫娘で、執事。ツボネと共にシルバからキルアとアルカの監視を任される。職務中は冷静な立ち振る舞いを見せるが、素の性格は感情をむき出しにするタイプ。キルアを敬愛している。
ヒシタ
声 - 不明 / 浪川大輔（第25話）→鈴木琢磨（第143話）
ゾルディック家の執事。ゴトーの時間潰しゲームに協力。ゴンたちの背後で長い刃物を取り出して緊迫感を与えた。コインゲームの締めくくりにもこっそり参加するが、ゴンにあっけなく見破られる。
キルアがゴンを助けるためにアルカを連れ出した際は、キルアとアルカが乗った飛行船の着陸場所に車で到着し、二人を車に乗せてゴンがいる病院に向かう。しかし、すでにイルミに針人間にされており、キルアたちをイルミの罠に掛ける。
アニメ第2作では執事室にやって来たゴンの傷の治療を担当している。
原作およびアニメ第1作では黒髪だが、第2作ではオレンジ色の髪をしている。
ミツバ
声 - 赤﨑千夏（第2作）
ゾルディック家の女性の執事。アルカの世話係をしていた。アルカの「ナニカ」をキルアの次に発見する。キキョウに「おねだり」を断ることと言われ、4回断った途端に身体がミンチ状になって死亡した。その際、別の場所にいた同僚のハサムが同じように死亡したため、ハサムが最も愛する人物であったらしいが、詳しい関係は不明。
ハサム
ゾルディック家の執事。ミツバが「おねだり」を4回断ったのと同時に、ミツバと同じようにミンチ状になって死亡した。
ヤスハ
声 - 潘めぐみ（第2作）
ゾルディック家の女性の執事。ミツバの後任でアルカの世話係をしていたが、魔が差してアルカに「億万長者にして下さい」という願いを言ってしまう。直後、突如現れた現金輸送船から全ての現金が自分の周りにばら撒かれた。
カスガ
声 - 優希（第2作）
ゾルディック家の女性の執事。電脳ネットで知り合って意気投合した恋人がいた。アルカの実験のためイルミに恋人を人質に取られ、アルカの世話係に指名された。「おねだり」ができたら2人とも解放すると言われたが、とても叶えられない「おねだり」を4回されたため死亡した。その際、恋人を含む自分に関係がある計67人が巻き添えになった。しかし、恋人が出来る前の最愛の人は実母であったが、家庭の事情で共に過ごした時間が短かったため、巻き添えにはならなかった。

## その他
ゼブロ
声 - 赤星昇一郎 / 仲野裕
ゾルディック家の使用人（掃除夫）。表向きは門の警備係だが、実は正門以外から入った侵入者をミケが襲った際の後片づけ係。力は強く、正門のうち第1の門は開けることができる。これが開けられなくなると解雇されるため、結構な年であるが今でも鍛錬を重ねている。キルアを訪ねて来たゴンたちには優しく接した。ミュージカル版では途中でイルミが化けた偽者も登場した。
シークアント
声 - 平光琢也 / 西村朋紘
ゾルディック家の使用人（掃除夫）。元賞金首ハンター。かつて100人の子分を連れてゾルディック家に乗り込むも、カナリアただ一人に全滅させられてそのまま使用人となった。アニメ第2作では賞金首ハンターは別の大男（声 - 金光宣明）に差し替えられ、彼自身は子分たちのリーダーといった立ち位置に変更された。
ミケ
ゾルディック家の巨大な番犬。体長377cm、体重405kg。自我を持たず、「侵入者は噛み殺せ」という命令の意識しか無い（実際は食い殺して白骨にしている）が、「試しの門を開けて入ってきた者は攻撃するな」という命令も与えられている。ゾルディック家以外の者には一切制御できず、外部の人間にも絶対に懐かないよう徹底調教がされている。猛獣ともコミュニケーションが取れるゴンでさえも意思疎通が取れないばかりか一目見た瞬間に冷や汗を流すほどに怖がり、接触を拒否している。大きさは別として、姿形は犬種ボルゾイに酷似している。ミュージカル版でも名前のみが登場した。
ココル
声 - 並木のり子 / 長沢美樹
パドキア共和国で運行されている「号泣観光バス」のガイド。ゾルディック家門前も観光名所になっているため、ミケに喰い殺された人間の白骨死体を見ても平然とガイドを続ける図太い女性（ただし、アニメ第2作では大声で驚いていた）。原作では名前はなく、アニメ第1作で名前が付けられた。「ココちゃん」というニックネームがある。